# Никола Мешков
Никола Митрев Мешков е български революционер, деец на Вътрешната македоно-одринска революционна организация.

## Биография
Мешков е роден през 1845 година в битолското село Могила, в Османската империя. Става кмет на родното си село. Влиза във ВМОРО и става битолски районен началник. В 1903 година в къщата му е открита четата на Парашкев Цветков. Мешков става нелегален и участва в сраженията при Облаково, Илино, Брезово по време на Илинденско-Преображенското въстание през лятото на 1903 година. Синът му Лозан Мешков загива в сраженията при Смилево.